# Gleneagles

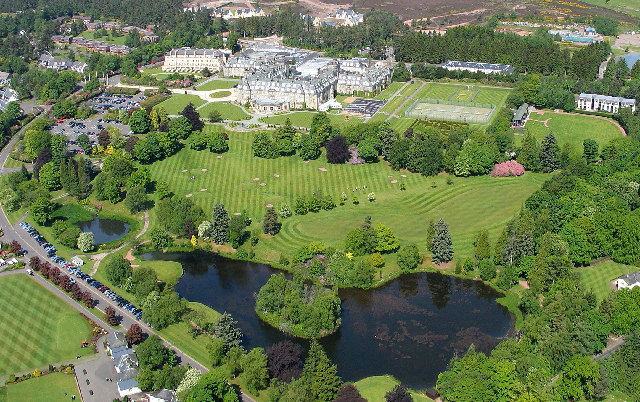
Gleneagles Hotel

Gleneagles oder Glen Eagles ist ein Tal (schottisch gleann) in den Ochil Hills in der schottischen Council Area Perth and Kinross beziehungsweise der traditionellen Grafschaft Perthshire. Der Name hat trotz seiner Ähnlichkeit offensichtlich nichts mit dem englischen Wort „eagle“ (=Adler) zu tun, sondern stammt vom schottisch-gälischen Wort für „Kirche“ oder „Lücke in den Bergen“ ab.
Der Ort ist hauptsächlich durch das gleichnamige Luxushotel bekannt, wo vom 6. bis 8. Juli 2005 das jährliche Gipfeltreffen der G8 stattfand. Zu dem Hotel gehören auch mehrere Golfplätze, auf denen regelmäßig große Turniere ausgerichtet werden, als bisher bedeutendster Anlass wurde hier im Jahr 2014 der 40. Ryder Cup ausgerichtet.
Gleneagles besitzt einen Bahnhof, früher mit „Crieff Junction“ bezeichnet, auf der Strecke zwischen Perth und Stirling. Er bildete die Kreuzung zur Bahnlinie nach Crieff, die 1964 geschlossen wurde.